# Comté de Russell (Kentucky)
Pour les articles homonymes, voir Comté de Russell.
Le comté de Russell est un comté de l'État du Kentucky, aux États-Unis. Son siège est situé à Jamestown et sa plus grande ville est Russell Springs.
C'est un dry county.

## Histoire
Fondé en 1826, le comté a été nommé d'après William Russell.